# کینگز هیل
کینگز هیل (به انگلیسی: Kings Hill) یک روستا و محله مدنی در بریتانیا است که در Tonbridge and Malling واقع شده‌است. کینگز هیل ۷٬۷۷۰ نفر جمعیت دارد.